# Hanseatisches Wirtschaftsarchiv
Die Stiftung Hanseatisches Wirtschaftsarchiv ist ein regionales Wirtschaftsarchiv mit Zuständigkeit für Hamburg und Norddeutschland. Das Archiv betreut Archivgut von Unternehmen, Kammern, Verbänden, Stiftungen und Persönlichkeiten der Wirtschaft. Es berät und unterstützt Unternehmen in Fragen der Unternehmensgeschichte und -archive und versteht sich als Forschungseinrichtung für Wirtschafts- und Regionalgeschichte. 

## Geschichte und Aufgabe
Das Archiv wurde im Januar 2008 durch die Handelskammer Hamburg in Form einer gemeinnützigen Stiftung gegründet. Ihr Sitz ist Hamburg.
Die Stiftung ist zentrale Aufbewahrungs- und Sammelstelle von handschriftlichen und gedruckten Zeugnissen sowie sonstigen historischen Anschauungsmaterialien aus dem Wirtschaftsleben in Hamburg und Norddeutschland. Tätigkeiten sind die Aufnahme und Sicherung, die wissenschaftliche Bewertung und archivgerechte Erschließung und dauerhafte Aufbewahrung wirtschaftlichen Archivgutes von Unternehmen, Kammern, Verbänden, Stiftungen und Privatpersonen der Wirtschaft. Das Archiv dokumentiert damit die Leistungen, Innovationen und Markengeschichte(n) der norddeutschen Wirtschaft.

## Bestände
Das Archiv sammelt, bewahrt und stellt Material für Forschungen und Recherchen zur Verfügung, das sonst vielleicht vernichtet worden wäre.
- Den Grundstock der Bestände bildet der historische Safebestand der Commerzbibliothek, der mit über 275 Jahren ältesten privaten Wirtschaftsbibliothek der Welt. Die Sammlung besteht unter anderem aus Atlanten, Reisebeschreibungen, Protokollen, Zeitungen, Literatur über Münzen, Maße und Gewichte, Länderkunde, Schiffbau, Kameral- und Staatswissenschaft, See- und Völkerrecht sowie zu Hamburg und anderen Hansestädten.
- Diese Überlieferung wird ergänzt durch die Bestände von Hamburger und norddeutscher Unternehmen, die nicht von diesen selber gepflegt werden können oder von der Vernichtung bedroht sind. Auch andere Unterlagen aus der Wirtschaft (etwa von Kammern und Verbänden, Nachlässe wichtiger Persönlichkeiten aus dem Wirtschaftsleben oder Unterlagen wirtschaftsnaher Stiftungen) werden im Hanseatischen Wirtschaftsarchiv gesammelt. Zu den Beständen gehören unter anderem das Reedereiarchiv Ick-Mathies-Sommer, das Alfred Toepfer Archiv sowie das Firmenarchive der Getreidehebergesellschaft, das Vereinsarchiv der Gesellschaft „Harmonie“ von 1789 und eine große Sammlung von Reklamemarken.

## Benutzung
Es handelt sich um ein öffentliches Archiv. Ihre Bestände sind unter Beachtung der Schutz- und Sperrfristen des Hamburgischen Archivgesetzes sowie besonderer Vereinbarungen mit Archivgebern jedem zugänglich, der ein berechtigtes Interesse nachweisen kann. Die Benutzung des Archivs ist dabei normalerweise gebührenfrei. 